# Amateur
Amateur és una film franco-britànico-americà dirigida per Hal Hartley, estrenada l'any 1994, amb Isabelle Huppert, Martin Donovan i Elina Löwensohn en els papers principals.
Ha estat doblada al català. El film ha estat en gran part rodat a Nova York.

## Argument
Encara verge després de quinze anys passats al convent, Isabelle es guanya la vida a Nova York com a escriptora de pornografia. Ajuda un desconegut (Thomas) que després d'una caiguda des d'una finestra es torna amnèsic. Creient-lo mort, la seva dona Sophia, que és una sensual actriu porno, prova de fer cantar el seu antic cap, un gran estafador anomenat Jacques. Les informacions de les que se serveix venen del comptable Edward. Sospitant que Edward està en l'origen de la informació, Jacques ordena a dos pinxos de torturar-lo. El deixen gairebé mort, i segueixen la pista de Sophia. El mateix vespre Thomas i Isabelle lloguen un film, la protagonista del qual és Sophia. Veient la seva dona a la pantalla, Thomas recupera la memòria i porta Isabelle al pis conjugal. Allà, troben Sophia, que ha estat torturada pels pinxos. Els tres es salven gràcies a l'arribada d' Edward, proveït d'una pistola que ha tret a una policia. Apoderant-se del cotxe dels pinxos, els quatre van cap a un amagatall rural. En la carretera, Isabelle registra el testimoniatge de Sophia, que envia per correu al seu editor, amb la finalitat d'exposar al món la perversitat de Jacques. Perseguits a la vegada pels criminals i per la policia, els fugitius troben finalment refugi a l'antic convent de Isabelle. Quan un dels pinxos arriba, Edward, encara ferit, l'abat i tira a continuació la pistola a terra. Thomas, que ha recollit la pistola, és mort per un tirador d'elit de la policia.

## Repartiment
- Isabelle Huppert: Isabelle
- Martin Donovan: Thomas Ludens
- Elina Löwensohn: Sofia Ludens
- Damian Young: Edward
- Chuck Montgomery: Gen
- Dave Simonds: Kurt
- Pamela Stewart: Oficial Patsy Melville
- Parker Posey: la squater

## Rebuda
- "Després de les magnífiques "Trust" i "Simple Men", Hartley segueix amb el seu surrealisme independent, encara que rebaixa una miqueta la qualitat en aquest excèntric encreuament de personalitats diverses"[3]
- Pierre Murat de Télérama: Film esbojarrat a la Godard, però d'una estètica sofisticada. Hartley, còmode entre el « gairebé boig » i el « gairebé fals », filma fantotxes i fantasmes. Com diu un dels personatges: « És una època dura pels éssers humans »[4]